# Cratoptera arvina
Cratoptera arvina là một loài bướm đêm trong họ Geometridae.